# Ольбрихт, Фридрих
Фри́дрих О́льбрихт (нем. Friedrich Olbricht, 4 октября 1888, Лайсниг — 21 июля 1944, Берлин) — генерал пехоты германской армии (1940). Один из лидеров выступления военных против Адольфа Гитлера 20 июля 1944.

## Военная служба
В 1907 году начал военную службу в 105-м пехотном полку, а в 1908 получил первый офицерский чин (лейтенант). Участвовал в Первой мировой войне, после окончания которой служил в военном министерстве, в том числе с 1925 года руководил отделом «Иностранные армии» (разведка). Был сторонником военного сотрудничества с СССР, как и тогдашний командующий рейхсвером генерал Ганс фон Сект. Современники считали его интеллигентным и начитанным офицером, обладавшим большими познаниями и опытом в организационной и тактической областях.
С 1933 года — начальник штаба 4-й пехотной дивизии (штаб в Дрездене), с 1935 — начальник штаба 4-го армейского корпуса, созданного на основе 4-й пехотной дивизии. С 1938 года — командир 24-й пехотной дивизии, расквартированной в Хемнице. Отличился в начале Второй мировой войны во время польской кампании, одним из первых среди офицеров получил Рыцарский Железный крест. С 15 февраля 1940 года — начальник Общевойскового управления Верховного командования сухопутных войск (ОКХ), ведал снабжением войск и армии резерва. В этом качестве был заместителем командующего армией резерва. 1 июля 1940 года ему был присвоен чин генерала пехоты.

## Участник антинацистского движения
Ещё до начала Второй мировой войны придерживался антинацистских взглядов, что было в значительной степени связано с его искренней религиозностью, которая не позволяла ему мириться с гитлеровским режимом. Во время Второй мировой войны его желание участвовать в свержении режима усилилось в связи с гибелью его сына Клауса на восточном фронте в 1941 году.

Как опытный военный аналитик, пессимистично оценивал военные перспективы Германии. Его бывший подчинённый майор Бернхард Бехлер вспоминал об Ольбрихте: 

Солдаты и офицеры особенно любили его, уважали за большие способности, за большое умение вести переговоры в любых кругах. В критический период декабря 1941 г. мне довелось после пятидневной служебной поездки беседовать с ним… Он буквально сказал мне тогда следующее: «Бехлер, положение на фронте куда более критическое, чем мы полагаем». И при этом подвёл меня к карте с нанесённой на ней обстановкой — я после пятидневного отсутствия не был ориентирован — и пальцем показал мне на большой прорыв линии фронта в районе Ливны, вызванный отходом танковой армии Гудериана. Окружавшие Ольбрихта люди считали его в то время чрезмерно пессимистически настроенным. Однако он был прав. Поэтому не случайно, что именно он осознал безвыходное положение и сделал отсюда выводы.

В ноябре 1942 года встретился с Хеннингом фон Тресковом, который был одним из активных участников антигитлеровского заговора и сторонником покушения на Гитлера, обсуждал с ним вопрос об убийстве фюрера. К февралю 1943 года разработал план антигитлеровского заговора в армейских частях в Берлине, Кёльне, Мюнхене, Вене. Участник заговора Ханс Бернд Гизевиус вспоминал об Ольбрихте: 

Сам по натуре отнюдь не человек революционного действия и скорее предрасположенный к деятельности административного начальника, он ясно видел пределы своих возможностей при совместном заговоре. Поэтому Ольбрихт ограничился руководством подготовительными мерами и их конспиративным прикрытием. Несмотря на все его позднейшие ошибки, именно данная работа может считаться большой заслугой этого решительного человека, достойного почётной памяти.

 (Гизевиус считал, что Ольбрихт был недостаточно эффективен во время выступления 20 июля 1944 года, хотя он вёл себя куда более решительно, чем большинство причастных к заговору генералов).
В 1943 году Ольбрихт взял на должность начальника штаба своего управления графа Клауса фон Штауффенберга, которого, как и многих других своих подчинённых, привлек к участию в заговоре. Когда 1 июля 1944 года Штауффенберг был переведён на должность начальника штаба резервной армии, Ольбрихт сделал его преемником другого активного заговорщика — полковника Альбрехта Мерца фон Квирнгейма.
В случае успеха заговора генерал Ольбрихт должен был занять пост военного министра. Незадолго до выступления 20 июля 1944 года он говорил своему приемному сыну: Не знаю, как потомки будут оценивать наш поступок, но знаю точно, что мы все действовали не ради своих личных интересов. В критической ситуации мы старались сделать все возможное, чтобы уберечь Германию от поражения.

## Один из лидеров заговора 20 июля
Был одним из главных организаторов подготовки заговора 20 июля 1944 года. Во время покушения полковника Штауффенберга на Гитлера находился в здании военного министерства на Бендлерштрассе в Берлине, где располагался штаб резервной армии. Получив информацию об успехе покушения, направился к своему начальнику — командующему армией резерва генералу Фридриху Фромму и предложил ему подписать приказы, отданные в соответствии с планом «Валькирия». Однако Фромм заявил, что прежде должен переговорить по телефону с фельдмаршалом Вильгельмом Кейтелем, находившимся в Ставке Гитлера. Тогда Ольбрихт, уверенный в том, что связь со Ставкой прервана, сам набрал номер. Неожиданно выяснилось, что связь к тому времени уже была восстановлена, и подошедший к телефону Кейтель сообщил Фромму, что фюрер жив.
После этого Фромм отказался от участия в заговоре. Ольбрихту пришлось удалиться в свой кабинет, куда вскоре прибыли лидер заговора генерал Людвиг Бек и вернувшийся в Берлин Штауффенберг. Их прибытие способствовало дальнейшему развитию заговора — Ольбрихт, сопровождаемый Штауффенбергом и Мерцем фон Квирнхаймом, вновь направился к Фромму, требуя всё же отдать приказ «Валькирия». После отказа Фромм был арестован.
Ольбрихт пытался организовать направление к Бендлерштрассе воинских частей для поддержки участников выступления, но потерпел неудачу. Был арестован лояльными Гитлеру офицерами около 22 часов 50 минут 20 июля. По приказу генерала Фромма между 0:15 и 0:30 расстрелян вместе со Штауффенбергом, Мерцем фон Квирнхаймом и обер-лейтенантом фон Хафтеном, участвовавшим в покушении на Гитлера. Их тела были захоронены на кладбище церкви святого Матиаса в Берлине. Но затем Гитлер приказал вырыть трупы, кремировать их и останки развеять по ветру, что и было исполнено.

## Награды
- Железный крест (1914) 2-го и 1-го класса (Королевство Пруссия)
- Военный орден Святого Генриха рыцарский крест (Королевство Саксония)
- Орден Заслуг рыцарский крест 2-го класса (Королевство Саксония)
- Орден Альбрехта рыцарский крест 1-го класса (Королевство Саксония)
- Почётный крест Первой мировой войны 1914/1918 с мечами (1934)
- Пряжка к Железному кресту (1939) 2-го и 1-го класса
- Рыцарский крест Железного креста (27 октября 1939)
- немецкий крест в серебре (1 августа 1943)

## Фридрих Ольбрихт в популярной культуре
- В киноэпопее «Освобождение» (1968—1972) роль Фридриха Ольбрихта сыграл актёр Вильфрид Ортманн.
- В немецком фильме «Штауффенберг» роль Фридриха Ольбрихта сыграл актер Райнер Бок.
- В американском фильме «Операция „Валькирия“» роль Фридриха Ольбрихта сыграл актёр Билл Найи.